# Thomas Nord
Thomas Nord (Berlin, 1957. október 19. –) német politikus. Kelet-Berlinben nőtt fel, 1976-ban lett az SED tagja. Elvált, két lánya van.